# 86048 Saint-Tropez
86048 Saint-Tropez este o planetă minoră (asteroid), cu un diametru de 5,867 km, din centura de asteroizi. A fost descoperită pe 9 august 1999 la Ondřejovská hvězdárna⁠(d) de Petr Pravec⁠(d). 
Obiectul prezintă o orbită caracterizată de o semiaxă mare de 3,064768988728 UAi, o excentricitate de 0,098195257590214, o înclinație de 9,9498733675363 ° în raport cu ecliptica.